# Olive Thomas
Olive Thomas, geboren als Oliveretta Elaine Duffy (Charleroi (Pennsylvania), 20 oktober 1894 - Neuilly-sur-Seine, 10 september 1920) was een Amerikaans actrice.

## Jeugdjaren
Thomas werd in Pittsburgh geboren als dochter van een familie uit de middenklasse. Haar vader stierf toen Thomas nog jong was, waardoor Thomas moest stoppen met school om haar moeder te helpen met het verzorgen van haar kleine broers en zussen. Ze trouwde op 16-jarige leeftijd met Bernard Thomas, op 1 april 1911. Ze scheidden in juli 1915. Toen ze niet meer in staat was om bij haar moeder te wonen, verhuisde ze naar haar tante in New York.
In 1914 deed ze mee en won ze de wedstrijd van The Most Beautiful Girl in New York City. Ze stond vervolgens model voor Harrison Fisher en stond uiteindelijk op de cover van de Saturday Evening Post. Hierna werd ze lid van de Ziegfeld Follies en trad ze op in het theater. Ze werd al gauw het middelpunt van de aandacht, vanwege haar uiterlijk. Ze poseerde ook naakt voor artiest Alberto Vargas. Ze werd een ster en kreeg daarom een contract bij Triangle Pictures. In 1916 was ze in haar eerste film te zien.

## Roem en persoonlijke problemen
Door haar carrière als actrice, ontmoette Thomas Jack Pickford (1896-1933), de broer van superster Mary Pickford. De twee werden al gauw verliefd en trouwden in oktober 1916. Ondanks dat Pickford Thomas beschouwde als de liefde van zijn leven, had het huwelijk veel conflicten. Thomas vluchtte al gauw naar de alcohol en raakte hierdoor betrokken in drie auto-ongelukken.
Desondanks werd Thomas een grote ster in de media. Tijdschriften stonden vol met artikels over de actrice. Florenz Ziegfeld hing een schilderij van Thomas (waar ze naakt op stond) op in zijn huis. Zijn vrouw Billie Burke vond dit minder leuk.

## Dood
Thomas ging in 1920 op vakantie met haar man. Ze verbleven in Hotel Ritz in Parijs. Toen ze 's nachts van een feest terugkwam, pakte ze iets om te drinken. Ze dacht dat het water was, maar het bleek een kwikbichloride-oplossing te zijn, die was voorgeschreven voor de chronische syfilis van haar man. Ze stierf in een Frans ziekenhuis.

## Filmografie

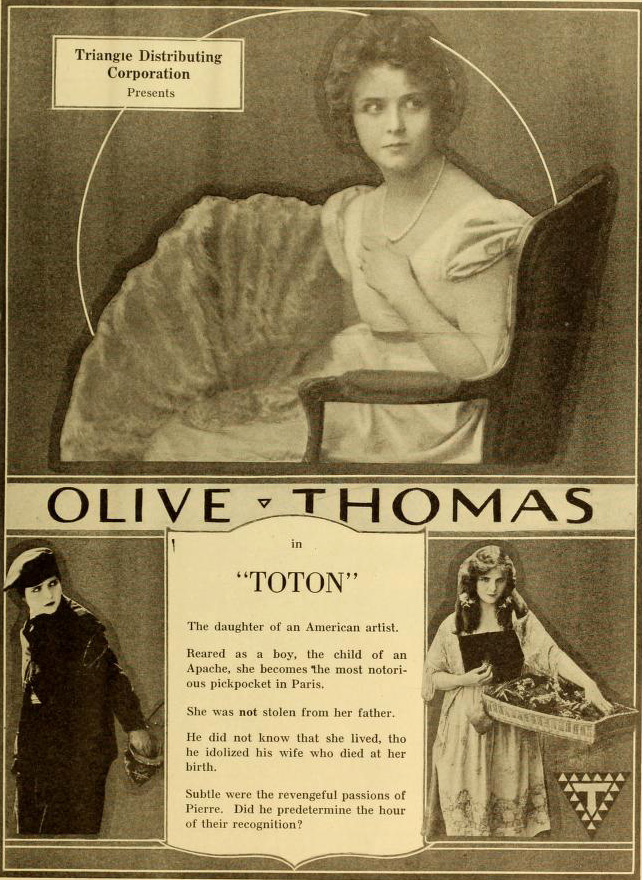
Toton (1919)

- 1916:Beatrice Fairfax Episode 10: Playball
- 1916:Beatrice Fairfax
- 1917:A Girl Like That
- 1917:Madcap Madge
- 1917:An Even Break
- 1917:Broadway Arizona
- 1917:Indiscreet Corinne
- 1917:Tom Sawyer
- 1918:Betty Takes a Hand
- 1918:Limousine Life
- 1918:Heiress for a Day
- 1919:Toton the Apache
- 1919:The Follies Girl
- 1919:Upstairs and Down
- 1919:Love's Prisoner
- 1919:Prudence on Broadway
- 1919:The Spite Bride
- 1919:The Glorious Lady
- 1919:Out Yonder
- 1920:Footlights and Shadows
- 1920:Youthful Folly
- 1920:The Flapper
- 1920:Darling Mine
- 1920:Everybody's Sweetheart

- Bibliothèque nationale de France: cb16251154t (data)
- Gemeinsame Normdatei: 133058891
- International Standard Name Identifier: 0000 0003 7205 7682
- Library of Congress Control Number: n89129743
- Virtual International Authority File: 161076575